# Волощук Ольга Корніївна
Ольга Корніївна Волощук (нар. 16 січня 1930 — 9 січня 2019) — передовик радянського сільського господарства, доярка колгоспу «Новий шлях» Котовського району Одеської області, Герой Соціалістичної Праці (1958).

## Біографія
Народилася в 1930 році в селі Борщі, нині Подільського району Одеської області. Проходила навчання в школі рідного села, коли почалася війна. Жила на окупованій території. У 1944 році, після звільнення території, підлітком працевлаштувалася в місцевий колгосп, де відновлювала господарство.
Пізніше стала працювати дояркою на фермі. У 1956 році виступила ініціатором соціалістичного змагання. Взяла зобов'язання надоїти 4000 літрів у середньому від корови за рік. Обіцянку виконала, надоїла по 4500 літрів від корови. Кілька років поспіль була учасницею виставки досягнень народного господарства. 
Указом Президії Верховної Ради СРСР від 26 лютого 1958 року за отримання високих показників у сільському господарстві і рекордні показники у тваринництві Ользі Корніївні Волощук присвоєно звання Героя Соціалістичної Праці з врученням ордена Леніна і медалі «Серп і Молот».
Продовжувала працювати на молочно-товарній фермі. З 1985 року на пенсії, проте деякий час працювала. 
Проживала у рідному селі в Одеській області.

## Нагороди
- золота зірка «Серп і Молот» (26.02.1958)
- орден Леніна (26.02.1958)
- Орден Трудового Червоного Прапора
- інші медалі.